# Војна академија Копнене војске ЈНА
Војна академија Копнене војске ЈНА (ВАКоВ) је била високошколска и научна установа ЈНА за школовање старешинског кадра за дужности командира вода и чете (батерије).

## Историјат
Формирана је 21. новембра 1944. године под називом Војна академија Демократске Федеративне Југославије. До 1964. године носила је име Војна академија ЈНА. Од 1975. до 1979. године носила је име Војна академија родова КоВ и интендантске службе.
Школовање је трајало четири године, а постојали су смерови пешадије, артиљерије, оклопних јединица, противваздушне одбране, инжењерије, везе, АБХО, интендантске и санитетске службе.
На академију су примани ученици са завршеним средњим образовањем и лица са завршеном средњом војном школом.
Била је у саставу Центра високих војних школа ЈНА „Маршал Тито“.